# Emsalö (ö i Finland)
Emsalö (fi. Emäsalo) är en ö i Finland. Den ligger i sjön Kyyvesi och i kommunen Sankt Michel i den ekonomiska regionen  S:t Michel och landskapet Södra Savolax, i den södra delen av landet, 230 km nordost om huvudstaden Helsingfors. Öns area är 1,86 kvadratkilometer och dess största längd är 2,4 kilometer i nord-sydlig riktning.